# 施特鲁克斯多夫
施特鲁克斯多夫（德語：Struxdorf）是德国石勒苏益格－荷尔斯泰因州的一个市镇。总面积13.40平方公里，总人口663人，其中男性351人，女性312人（2011年12月31日），人口密度49人/平方公里。